# Hokuzan
Hokuzan (北山, Kunigami: Fukuuzan), también conocido como Sanhoku (山 北). Antes del siglo XVIII, ubicado en el norte de la isla de Okinawa, fue una de las tres entidades políticas independientes que controlaron Okinawa en el siglo XIV durante el período Sanzan. La entidad política fue identificada como un pequeño país, un reino o un principado por los historiadores modernos, sin embargo, el gobernante de Hokuzan no era en realidad "reyes" en absoluto, sino pequeños señores con sus propios sirvientes debiendo su servicio directo, y sus propias fincas.
Okinawa, anteriormente controlado por un número de señores o caciques locales, flojamente atado por un cacique primordial o rey de la isla, partiendo a estos tres solidificados reinos en unos años después de que en 1314; el período Sanzan empezó, que acabaría cien años más tarde, cuándo el rey de Chūzan, Shō Hashi conquistó Hokuzan en 1416 y Nanzan en 1429.
Después de la unificación de Ryukyu, Hokuzan se convirtió en uno de las tres fu (府, "Prefecturas") nominales del reino de Ryukyu sin función administrativa.

## Historia

### Periodo Sanzan: "Rey de Sanhoku"
Hokuzan nació por primera vez en 1314 cuando Tamagusuku heredó el papel de jefe de todo Okinawa de su padre Eiji. No tenía el carisma o las cualidades de liderazgo para exigir la lealtad de todos los señores locales, por lo que el señor de Nakijin, uno de los muchos jefes locales poderosos, se marchó al norte con varios jefes menores leales y se estableció en el castillo de Nakijin. Otro cacique poderoso se trasladó al sur y estableció el reino de Nanzan, dejando a Tamagusuku en control solo de la parte central de la isla, que se convirtió así en el reino de Chūzan.
Aunque Hokuzan era el más grande de los tres reinos, también era el más pobre y el menos poblado. Gran parte de su tierra era salvaje y sus pocas aldeas agrícolas o pesqueras eran más primitivas que las de los otros dos reinos. El castillo de Nakijin (城 gusuku ) se encontraba en un afloramiento de la península de Motobu, con caídas de diferente pendiente en todos los lados; las ruinas que quedan hoy indican el desarrollo de una comunidad de bastante tamaño a su alrededor, incluidas las residencias de los vasallos del rey y tres santuarios (拝 所 uganju ) a la religión nativa dentro de los muros del castillo.
Además de sus deficiencias en la agricultura y la pesca, Hokuzan sufrió la desventaja, en relación con Chūzan, de no tener ningún puerto igual a Naha (O. Naafa). Un pequeño comercio de chatarra utilizaba la ensenada debajo del promontorio del castillo como muelle y, más tarde, el puerto de Unten. Sin embargo, el reino del norte participó en el comercio con muchos de los otros estados de la región, incluidos Java, Sumatra y el Reino de Ayutthaya de Siam . Chūzan entró en una relación tributaria con la dinastía Ming China en 1372, y Hokuzan y Nanzan recibieron un estatus comercial similar poco después.
Durante aproximadamente los siguientes treinta años, solo nueve misiones de tributo fueron enviadas desde Hokuzan a China; Nanzan envió diecinueve y Chūzan envió cincuenta y dos. Hokuzan tampoco envió estudiantes a China, como lo hizo Chūzan.[cita requerida]
Aproximadamente veinte años después, en la década de 1390, los reyes de los tres reinos murieron en unos pocos años, y estallaron disputas de sucesión en toda la isla; Eventos similares ocurrieron en Nanking al mismo tiempo, con la muerte del Emperador Hongwu en 1398. Anteriormente, China solo había reconocido a un jefe de Estado en Okinawa, pero ahora los tres reinos enviaban enviados y competían por el prestigio, la riqueza y el poder que vendrían con el favor de China; China no respondió durante once años. En 1406, Bunei, rey de Chūzan, fue investido formalmente por representantes de la Corte Ming en su puesto; los reyes de Hokuzan nunca disfrutarían de este privilegio.
A pesar de sus ventajas económicas y políticas, Hokuzan representó una amenaza no insignificante para Chūzan, militarmente, desde su establecimiento. En la década de 1410, sin embargo, las disputas entre los vasallos del rey de Hokuzan debilitaron el reino, y en 1416, Chūzan encontró la oportunidad de atacar después de que tres de esos vasallos (anji) desertaron. Tras una feroz defensa, el castillo de Nakijin cayó y el rey y sus vasallos más cercanos se suicidaron.

### Después de la unificación: Hokuzan-fu
Después de la anexión de Sanhoku, Shō Hashi, rey de Chūzan, nombró a su segundo hijo, Shō Chū, el "Guardián del Castillo Nakijin, Sanhoku" (山北今帰仁城監守?  comúnmente conocido como "Guardián de Hokuzan" 北山監守) en 1422, un puesto que permanecería durante muchos años, con poco poder general, pero sirviendo para mantener el orden en el norte en nombre de la corte de Chūzan en Shuri. El puesto fue abolido por Shō Shitsu en 1665, el último alcaide, recibió la orden de trasladarse a Shuri.
Durante el período del reino de Ryukyu, Hokuzan era uno de las tres fu (府?  "prefecturas") nominales del Reino y no de la función administrativa. A finales del siglo XVII, Sanhoku estaba compuesto nominalmente por 9 magiri (間切?): Onna, Kin, Kushi, Nago, Haneji, Motobu, Nakijin, Ōgimi y Kunigami.
Durante el reinado del rey Shō Kei, alguien sugirió que la capital debería trasladarse a Nago. Fue desaprobado por el regente Sai On, finalmente, la capital se quedó en Shuri. También en el mismo período, el nombre "Sanhoku" (山 北) se cambió a "Hokuzan" (北山).

## Gobernantes de Hokuzan
| Nombre          | Kanji    | Reinado      | Línea o dinastía | Notas                                             |
| --------------- | -------- | ------------ | ---------------- | ------------------------------------------------- |
| Haniji / Haneji | 怕 尼 芝 | 1322? –1395? | Línea Haniji     | Señor de Nakijin Reino de Hokuzan                 |
| Min             | 珉       | 1396? –1400  | Línea Haniji     |                                                   |
| Hananchi        | 攀 安 知 | 1401? –1416  | Línea Haniji     | Conquistada por Shō Hashi, rey de Chūzan en 1416. |

| Nombre                                                              | Kanji                         | Tenencia                       | Línea o dinastía | Notas                     |
| ------------------------------------------------------------------- | ----------------------------- | ------------------------------ | ---------------- | ------------------------- |
| Shō Chū                                                             | 尚 忠                         | 1416–1439                      | Primer Shō       | Segundo hijo de Shō Hashi |
| varios guardianes, nombres desconocidos (1439-finales del siglo XV) |                               |                                |                  |                           |
| Shō Shōi, Nakijin                                                   | 尚 韶 威 今 帰 仁 王子 朝 典  | finales del siglo XV-siglo XVI | Gushikawa Udun   | Tercer hijo de Shō Shin   |
| Shō Kaishō, Nakijin                                                 | 向 介 昭 今 帰 仁 按 司 朝 殊 | Siglo 16                       | Gushikawa Udun   |                           |
| Shō Waken, Nakijin                                                  | 向 和 賢 今 帰 仁 按 司 朝 敦 | siglo XVI-1591                 | Gushikawa Udun   |                           |
| Shō Kokujun, Nakijin                                                | 向 克 順 今 帰 仁 按 司 朝 效 | 1591-1596                      | Gushikawa Udun   |                           |
| Shō Kokushi, Nakijin                                                | 向 克 祉 今 帰 仁 按 司 朝 容 | 1596–1609                      | Gushikawa Udun   |                           |
| Shō Jōso, Nakijin                                                   | 向 縄 祖 今 帰 仁 按 司 朝 経 | 1609-1654                      | Gushikawa Udun   |                           |
| Shō Jūken, Nakijin                                                  | 向 従 憲 今 帰 仁 按 司 朝 幸 | 1654-1665                      | Gushikawa Udun   |                           |